# Этилбензоат
Этилбензоат (этиловый эфир бензойной кислоты)- представляет собой органическое соединение,  сложный эфир бензойной кислоты и этилового спирта, прозрачная жидкость.

## Физические свойства
Этилбензоат является бесцветной жидкостью со специфическим фруктовым запахом. Хорошо растворим в этиловом спирте, хлороформе, диэтиловом эфире. Практически не растворим в воде.

## Получение
Наиболее распространенный способ получения этилбензоата является ацилирование этилового спирта бензойной кислотой. В данном случае это реакция этерификации.
Также соединение можно получить с высоким выходом (до 98%) путем алкилирования солей бензойной кислоты галогеналканом (хлорэтан, бромэтан, йодэтан), в N,N-диметилформамиде.

## Химические свойства
Кислотный гидролиз приводит к тому, что соединение распадается на бензойную кислоту и этиловый спирт. Данная реакция является обратной реакции этерификации. Смещение равновесия в сторону образования спирта и воды достигается путем добавления избытка воды.
Щелочной гидролиз приводит к образованию соли бензойной кислоты и этилового спирта. Данная реакция необратима.
Реакция переэтерификациии. Для смещения реакции в право необходимо использовать в качестве катализатора кислоту или основание. В данной реакции используется избыток спирта.
Восстановление этилбензоата приводит к образованию двух спиртов. Для этого используют катализатор алюмогидрид лития, который расходуется в количестве 0,5 молей к 1 молю  сложного эфира.

Также можно использовать металлический натрий взаимодействующий со спиртом, что приводит к выделению водорода, который в свою очередь восстанавливает эфир до фенола и этанола.

## Применение
- как ароматическое вещество в парфюмерии и косметике
- растворитель в органической химии
- в производстве лекарственных средств

## Безопасность
Вызывает раздражение при контакте с кожей и глазами. Раздражает дыхательные пути.